# Ålands Fotbollförbund
Ålands fotbollsförbund (ÅFF) är paraplyorganisation för fotbollsföreningarna på Åland som är medlem av Finlands Bollförbund. Det grundades år 1943 med namnet Ålands Bolldistrikt. ÅFF har idag 11 medlemsföreningar.

## Medlemsföreningar
| Klubb                   | Ort        | Serie 2016 |
| ----------------------- | ---------- | ---------- |
| Eckerö IK               | Eckerö     |            |
| FC Åland                | Sund       | Tvåan      |
| Hammarlands IK          | Hammarland | Division 7 |
| IF Finströms Kamraterna | Finström   |            |
| IF Fram                 | Saltvik    |            |
| IF Östernäskamraterna   | Mariehamn  |            |
| IFK Mariehamn           | Mariehamn  | Tipsligan  |
| Jomala IK               | Jomala     | Trean      |
| Lemlands IF             | Lemland    | Division 6 |
| Sunds IF                | Sund       |            |
| Åland United            | Lemland    | Damligan   |
| Ålands Fotbollsdomare   | Mariehamn  |            |